# Gemarmerd vingermos
Gemarmerd vingermos (Physcia aipolia) is een korstmos uit de familie Physciaceae. Het komt voor op goed belichte bomen, langs wegen in dorpen, parken en op erven.

## Determinatie

### Uiterlijke kenmerken
Gemarmerd vingermos is een bladvormig korstmos waarvan het thallus bestaat uit fijn verdeelde, liggende tot een beetje opgerichte lobben in rozetjes. De diameter is 2–6 cm. De kleur is heldergrijs wit gevlekt-gemarmerd. Kenmerkend is de aanwezigheid van witachtige vlekken op het oppervlak van het thallus en de afwezigheid van isidiën en soralen. De lobben liggen goed aan en zijn bovenaan "gemarmerd". De lobben zijn smal (3 mm breed). Het heeft doorgaans ook veel apotheciën die bruin tot zwart zijn met een witte tot grijze rand. Normaal zijn ze wat berijpt bovenaan. Alle delen van deze korstmos worden met K+ geel.

### Microscopische kenmerken
De asci zijn 8-sporig. De ascosporen zijn tweecellig, dikwandig en meten 6 × 7–11 µm. Het thallus kan kleine zwarte puntjes bevatten, genaamd pycnidiën. Deze zijn verzonken en vormen min of meer cilindrische conidiosporen van 4–6 × 1 µm groot

## Verspreiding
Gemarmerd vingermos komt voor op alle continenten behalve Antarctica, maar het meest in Noord-Amerika en Europa. In Nederland komt de soort vrij zeldzaam voor. Meestal is er maar een exemplaar per groeiplaats. Het staat op de rode lijst in de categorie bedreigd.